# Attide
Attide  (in greco antico: Ἀτθίς?, Atthìs) è un personaggio della mitologia greca, una delle figlie di Cranao e di Pedia.
Era sorella di Cranae e Menecme.

## Mitologia
Il padre fu il secondo mitologico re di Atene e lei visse all'epoca del diluvio di Deucalione.
Potrebbe essere la madre di Erittonio (avuto da Efesto), ma le madri dello stesso Erittonio risultano essere anche Atena o Gea. 

Attide morì giovane ed il padre diede il suo nome all'Attica.

### Interpretazione e realtà storica
Attide significa “dea della costa scoscesa”. Dubbi sulla sua divinità vengono anche da Marziale che chiamò Procne e Filomela una volta trasformate in uccelli con il nome di Attide.